# Белые скалы Дувра
Белые Скалы Дувра (англ. White Cliffs of Dover) — скалы, обрамляющие английскую  береговую линию пролива Па-де-Кале. Являются частью возвышенности Норт Даунс.
Склон скалы достигает 107 метров в высоту и имеет поразительный вид благодаря тому, что в его состав входит мел, подчеркнутый полосами чёрного кремня. Скалы тянутся на запад и восток от города Дувра в графстве Кент, старинного и по-прежнему значимого английского порта. Дуврские скалы благодаря яркому цвету виднеются с французского мыса Гри-Не («Серого мыса»).
Образование этих скал происходило в меловом периоде.
Хотя подобные меловые скалы не редкость для юго-востока Англии, именно Дуврские являются наиболее популярными, им посвящено множество произведений. Дуврские Белые скалы издавна служили среди моряков символом приближения к берегам Англии.
На скалах расположен Дуврский замок, прозванный «Ключом к Англии».